# (3866) Langley
(3866) Langley es un asteroide perteneciente al cinturón de asteroides, descubierto el 20 de enero de 1988 por Henri Debehogne desde el Observatorio de La Silla, Chile.

## Designación y nombre
Designado provisionalmente como 1988 BH4. Fue nombrado Langley en honor al astrónomo y físico estadounidense Samuel Pierpont Langley.